# Rugby à XV en Andorre
Le rugby à XV est le deuxième sport en Andorre. 
En 2009, Andorre compte 222 licenciés, 2 clubs.
L'équipe d'Andorre n'a jamais participé à la phase finale de Coupe du monde de rugby. Elle est considérée comme une équipe de troisième ordre, selon le classement actuel établi par l'IRB.

## Histoire
Le rugby à XV fait partie des sports traditionnels en Andorre, et il a commencé à être pratiqué dans la 2e moitié du XXe siècle, grâce à des étudiants qui avaient pratiqué ce sport, en France ou en Espagne. 
Le rugby n'a pas la popularité du football mais Andorre a toujours tissé des liens avec la France et la Catalogne: échange entre catalans, influence des collèges et des lycées français, etc. Or, les régions voisines baignent de fait dans la culture ovale (Languedoc, Roussillon, Catalogne, Midi-Pyrénées). L'Andorre, qui compte une très faible population, connait un intérêt croissant pour ce sport, et la popularité du rugby augmente auprès des expatriés et travailleurs étrangers, employés dans les banques, commerces  ou stations de ski du pays. De plus, la faible population oblige les étudiants à aller à l'étranger poursuivre une partie leur scolarité et ils sont au contact du rugby universitaire.

## Clubs
Le premier club est fondé en 1961; c'est la section rugby du FC Andorra, qui prend son autonomie l'année suivante sous le nom de 
Voluntaris de Protecció Civil Andorra Rugby XV. Le club intègre la fédération espagnole et connaît immédiatement le succès. En 1971, la fédération lui reproche d'être un club étranger et lui interdit de participer aux compétitions nationales. Le club joue alors dans les compétitions régionales de Catalogne où il remporte succès sur succès, notamment la Coupe où il bat régulièrement les équipes évoluant au niveau national. Mais l'impossibilité de jouer au plus haut niveau pousse le club à demander l'asile à la Fédération française et en 1986, le VPC Rugby XV est autorisé à participer aux compétitions du comité du Roussillon (champion de Promotion d'honneur en 1991). Enfin en 1993, c'est le comité Midi-Pyrénées qui l'accueille (trois finales perdues de 2e série en 1997, de 1re série en 1998, puis de Promotion d'honneur en 1999). Actuellement, le VPCXV évolue en Honneur. 
(Source principale : (ca) http://www.vpcrugbyxv.ad/)

## Institution dirigeante
La fédération andorrane de rugby à XV (Federació Andorrana de Rugby ou FAR) est une organisation membre de l'International Rugby Board (IRB) qui régit l'organisation du rugby à XV en Andorre.
Elle regroupe les fédérations autonomes, les clubs, les associations, les sportifs, les entraîneurs et les arbitres pour contribuer à la pratique et au développement du rugby à XV dans tout le territoire andorran.  
La fédération andorrane de rugby à XV, qui a été la première Fédération andorrane d’un sport collectif, a été fondée en 1985 puis est devenue membre à part entière de l'IRB en 1991.
La fédération gère l'équipe d'Andorre.

## Équipe nationale
L'équipe d'Andorre de rugby à XV réunit une sélection des meilleurs joueurs andorrans de rugby à XV et participe aux compétitions internationales. Au 4 mai 2009, l'Andorre occupe la 73e (sur 95) au classement des équipes nationales de rugby.
L'Andorre a disputé son premier match international le 8 novembre 1987 face au Luxembourg, qu’elle a battu 22-3.
L'Andorre a été promue au Groupe B de la FIRA en 1990 après sa victoire historique, 9-3, sur la Yougoslavie à Split.
L’Andorre a fini première de son groupe dans le cadre du premier tour de qualification à la Coupe du monde de rugby 1999 avant de rencontrer le Portugal, l’Allemagne, la République tchèque et l’Espagne qui s’est finalement qualifiée.
Pour la Coupe du monde de rugby 2007, l'équipe a réussi à passer les deux premiers tours préliminaires, elle se retrouve dans la poule A du 3e tour préliminaire avec Espagne, la Moldavie, les Pays-Bas et la Pologne. Elle est éliminée à ce stade.